# Djilasse
Djilasse (ou Djilas ou Djilass) est un village du Sénégal situé dans la région naturelle du Sine-Saloum, à l'Ouest du pays.

## Administration
C'est le chef-lieu de la communauté rurale de Djilasse, située dans l'arrondissement de Fimela, le département de Fatick et la région de Fatick.

## Histoire
Djilasse est situé sur le territoire de l'ancien royaume du Sine.
À l'époque précoloniale, le thilas – titre de noblesse sérère – résidait toujours à Djilas.

## Population
En 2003 la localité comptait 2 889 personnes et 327 ménages.